# Гонтиняк, Ромео
Ромео Штефан Гонтиняк (рум. Romeo Ștefan Gontineac; род. 18 декабря 1973, Хлипичень) — румынский профессиональный регбист, игравший на позиции центра, и регбийный тренер. Входит в десятку регбистов с наибольшей продолжительностью выступлений за сборную на кубках мира по регби (она составляет у него 12 лет и 126 дней).

## Карьера игрока

### Клубная
За свою карьеру выступал в следующих клубах: румынском «Университатя» (г. Клуж-Напока), южноафриканском «Гриффонс» (Кубок Карри), а также французских клубах «Гренобль», «Сексьон Палуаз» и «Орийак» (в последнем он играл с 1998 по 2010 годы).

### В сборной
Первый матч в качестве игрока провёл 8 апреля 1995 против сборной Франции. Всего же Ромео провёл 75 игр и набрал 68 очков: 13 реализованных попыток и один забитый дроп-гол. Участвовал в четырёх чемпионатах мира как игрок: 1995, 1999, 2003 и 2007. Сыграл на них всего 14 матчей на чемпионатах мира. В составе румынской сборной выигрывал Кубок Европейских наций (чемпионат Европы) в 2000, 2002 и 2006 годах.

## Карьера тренера
В 2010 году Ромео возглавил сборную Румынии, сменив француза Сержа Лэрла. Гонтиняк назначил своим помощником бывшего игрока «Олл Блэкс» Стива Макдауэлла. Сборная под руководством Гонтиняка вышла на чемпионат мира 2011 года, но проиграла там все матчи. После завершения турнира Гонтиняк подал в отставку.